# Groutiella obtusa
Groutiella obtusa är en bladmossart som beskrevs av Florschütz 1964. Groutiella obtusa ingår i släktet Groutiella och familjen Orthotrichaceae. Inga underarter finns listade i Catalogue of Life.